# Piatis naturreservat
Piatis naturreservat är ett naturreservat i Jokkmokks kommun i Norrbottens län.
Området är naturskyddat sedan 2019 och är 234 hektar stort. Reservatet ligger på båda sidor om Stor-Piatisjaure och omfattar nedre delen av östra sluttningen av Piatisberget. Reservatet besår på sluttningen av lövrik barrblandskog och myrmark och området öster om sjö av flacka tallhedar och vindlande åsar.  